# Сеуло
Сеуло (итал. Seulo) је насеље у Италији у округу Каљари, региону Сардинија.
Према процени из 2011. у насељу је живело 871 становника. Насеље се налази на надморској висини од 734 м.

## Становништво
Према резултатима пописа становништва 2011. у општини је живело 897 становника.
| 1931. | 1936. | 1951. | 1961. | 1971. | 1981. | 1991. | 2001. | 2011. |
| ----- | ----- | ----- | ----- | ----- | ----- | ----- | ----- | ----- |
| 1.411 | 1.533 | 1.715 | 1.772 | 1.530 | 1.397 | 1.076 | 1.023 | 897   |